# Neboissophlebia
Neboissophlebia is een geslacht van haften (Ephemeroptera) uit de familie Leptophlebiidae.

## Soorten
Het geslacht Neboissophlebia omvat de volgende soorten:
- Neboissophlebia hamulata
- Neboissophlebia occidentalis